# اتفاقية تعزيز التجارة البنمية الأمريكية
اتفاقية تعزيز التجارة البنمية الأمريكية(بالإسبانية: Tratado de Libre Comercio entre Panamá y Estados Unidos أو TLC) هي اتفاقية ثنائية بين بنما والولايات المتحدة، دخلت هذه الاتفاقية حيز التنفيذ منذ أكتوبر 2012.
الأهداف المعلنة للاتفاقية تشمل إزالة العقبات أمام التجارة بين البلدين، تسهيل الوصول إلى السلع والخدمات وإعطاء الأولوية للاستثمارات الخاصة في وبين كلا البلدين، وعلى نحو آخر وبعيداً عن المشاكل التجارية، فإن الاتفاقية تتضمن حل المشاكل الاقتصادية والمؤسسية والمتعلقة بحقوق الملكية الفكرية، ومشاكل العمال والسياسات البيئية.
أعلن رسمياً عن اختتام المفاوضات حول الاتفاقية في 19 سبتمبر عام 2006، على الرغم من أن بعض النقاط كانت قد أرجئت ليتم إعادة مناقشتها، وتم التوقيع على الاتفاقية في 28 يونيو 2007، وصدق عليها المجلس الوطني البنمي في يوم 11 يوليو من نفس العام، قبل أن يتم ترجمة الوثيقة المكونة من 1200 صفحة إلى اللغة الإسبانية.